# Distrito de Gösgen

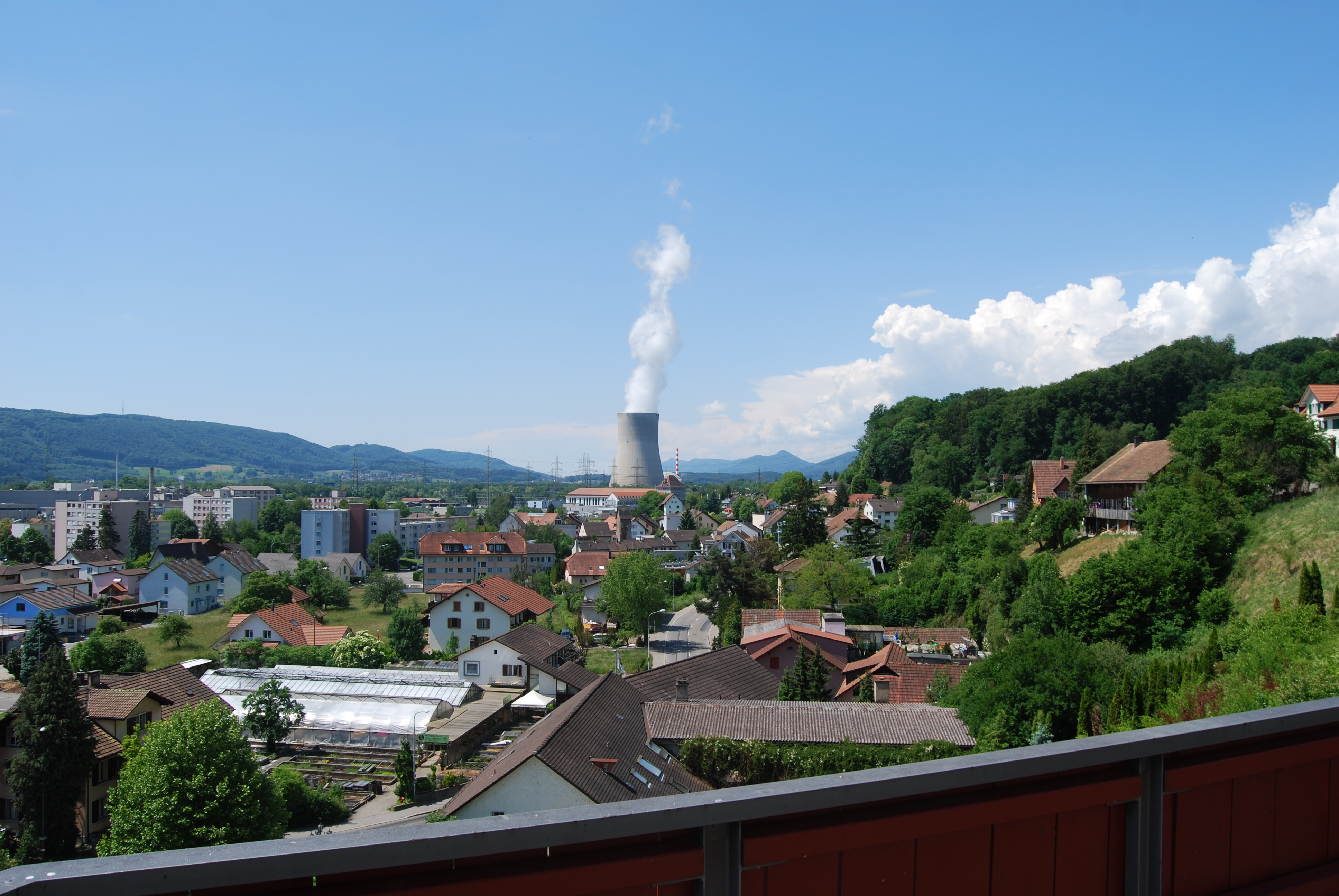
Niedergösgen y la central nuclear de Gösgen

El distrito de Gösgen es uno de los diez distritos del cantón de Soleura (Suiza), ubicado al noreste del cantón. Tiene una superficie de 68,81 km². La capital del distrito es Niedergösgen. Gösgen hace parte junto con el distrito de Olten de la prefectura o círculo electoral de Olten-Gösgen.

## Geografía
El distrito de Gösgen limita al noroeste con los distritos de Waldenburgo (BL) y Sissach (BL), al este con Laufenburgo (AG) y Aarau (AG), y al sur con el distrito de Olten.

## Historia
Señoría desde el siglo XII, bailía de Soleura (1458-1798), Gösgen forma un distrito del cantón de Soleura desde 1803. Comprende actualmente doce comunas de los alrededores de Olten y Aarau, y constituyó con el Werderamt, lo que se llamó Niederamt. Mencionados desde 1230, los nobles de Gösgen residieron primero en Obergösgen, donde poseían el patronage de la iglesia, y desde 1230 en Niedergösgen, a proximidad del cabildo de Werd (Schönenwerd), del cual reciben la abogacía del obispo de Estrasburgo. En 1382, la señoría pasa a los Felkenstein, que la agrandaron (Uerkheim, Kölliken, Safenwil, la señoría de Frohburg y las dos Erlinsbach). Thomas von Falkenstein la cede a Soleura en 1458. 
La señoría de Wartenfelds sería agregada en 1466 a la bailía de Gösgen, que englobaba una parte de Oltingen de 1490 a 1685 y Kienberg desde 1523 o 1532, fecha de la última adquisición del cantón. Soleura renuncia en 1460 a Kölliken (cedido a Berna), luego en 1665 a Safenwil y Uerkheim, a cambio de la plena soberanía sobre Erlinsbach (tratado de Wynigen). La alta jurisdicción sobre Wisen perteneció a Basilea-Ciudad hasta 1826 y a Basilea-Campiña hasta 1839. 
Tras la anexión del Werderamt a la bailía de Olten (1623), Gösgen contaba con cuatro jusridicciones: Trimbach (con Hauenstein-Ifenthal y Wisen), Lostorf o Niedergösgen (sede del baile, con Obergösgen y Winznau), Niedererlinsbach (con Oberlinsbach, Stüsslingen y Rohr) y Kienberg.
Soleura, el cabildo de Werd, Basilea y Berna se repartían la mayor parte de las rentas, extraídas de la producción que lo general era excedentaria. La industria textil a domicilio (1740-1840) se expandió precozmente en el cantón de Soleura. Los pueblos conservaron su carácter campesino hasta los años 1960, salvo Tribach y Niedergögen. El tráfico de transporte fluvial sobre el Aar fue denso hasta el siglo XIX. La perforación del túnel del Hauenstein (1858 y 1916), la corrección del Aar (1913-1917) y la construcción de la central nuclear de Gösgen (1979) modificaron durablemente el paisaje.

## Comunas
| Distrito de Gösgen  | Distrito de Gösgen     | Distrito de Gösgen |
| Comunas             | Población (31.12.2014) | Superficie km²     |
| ------------------- | ---------------------- | ------------------ |
| Erlinsbach          | 3341                   | 8.90               |
| Hauenstein-Ifenthal | 316                    | 5.30               |
| Kienberg            | 524                    | 8.53               |
| Lostorf             | 3888                   | 13.27              |
| Niedergösgen        | 3794                   | 4.33               |
| Obergösgen          | 2192                   | 3.63               |
| Rohr                | 90                     | 2.25               |
| Stüsslingen         | 1043                   | 6.15               |
| Trimbach            | 6434                   | 7.66               |
| Winznau             | 1829                   | 4.00               |
| Wisen               | 410                    | 4.79               |
| Total (11)          | 23 861}}               | 68.81              |

### Fusiones de comunas
Con entrada en vigor el 1 de enero de 2006, las comunas de Niedererlinsbach y Obererlinsbach se fusionaron en la comuna de Erlinsbach (Soleura).

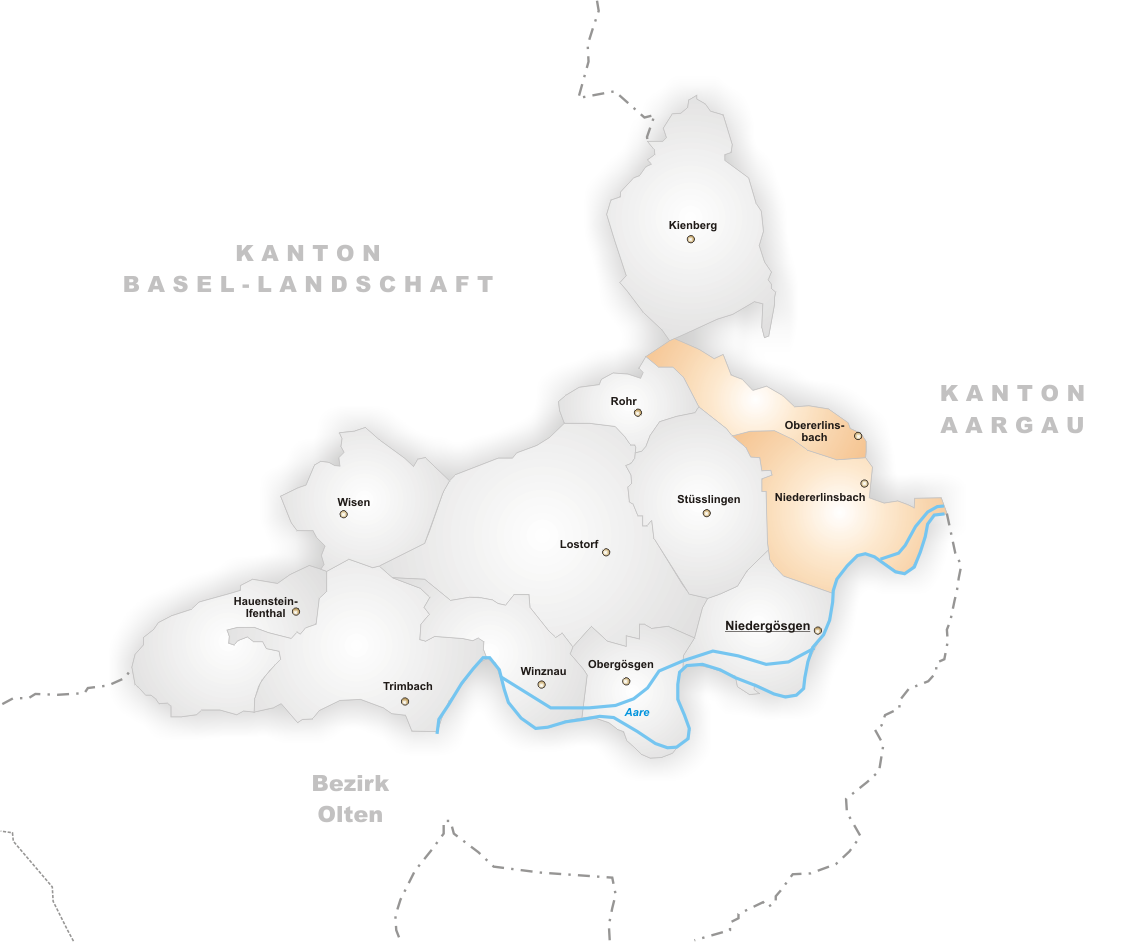
Comunas hasta 2005